# Björn Leukemans
Björn Leukemans (Deurne, 1 de juliol de 1977) és un ciclista belga, professional des de l'any 2000 fins al 2015.
Especialista en curses d'un sol dia, en el seu palmarès destaca la victòria a la Druivenkoers Overijse del 2011. Al mateix temps ha aconseguit quedar entre els deu primers en algunes de les clàssiques més importants del calendari ciclista, com ara l'Amstel Gold Race, la París-Roubaix o el Tour de Flandes.
A finals del 2007 es va veure implicat en un cas de dopatge per consum de testosterona, que li comportà una sanció inicial de dos anys, que posteriorment li fou reduïda a sis mesos.

## Palmarès
- 1999
  - Vencedor d'una etapa de la Volta a Navarra
- 2000
  - Vencedor d'una etapa del Dekra Open Stuttgart
- 2002
  - Vencedor d'una etapa de la Cursa de la Solidaritat Olímpica
- 2004
  - Vencedor d'una etapa de la Volta a Bèlgica
- 2007
  - Vencedor d'una etapa de la Volta a Àustria
- 2009
  - Vencedor d'una etapa de l'Étoile de Bessèges
- 2010
  - 1r a la Druivenkoers Overijse
- 2011
  - 1r al Tour del Llemosí i vencedor d'una etapa
  - 1r a la Druivenkoers Overijse
  - 1r a la Fletxa de Heist
- 2012
  - 1r a la Druivenkoers Overijse
  - 1r al Stadsprijs Geraardsbergen
- 2013
  - 1r a la Druivenkoers Overijse
- 2014
  - Vencedor d'una etapa del Tour del Llemosí
- 2015
  - 1r a la Volta a Limburg
  - 1r al Gran Premi Jef Scherens
  - 1r al Stadsprijs Geraardsbergen

### Resultats al Tour de França
- 2011. Fora de control (19a etapa)

### Resultats a la Volta a Espanya
- 2006. 93è de la classificació general
- 2009. Abandona (18a etapa)

### Resultats al Giro d'Itàlia
- 2005. 106è de la classificació general